# الجرف (حزم العدين)

تعديل مصدري - تعديل

الجرف محلة تابعة لقرية الاعموس، التابعة لعزلة بني على بمديرية حزم العدين إحدى مديريات محافظة إب في الجمهورية اليمنية، بلغ تعداد سكانها 63 حسب تعداد اليمن لعام 2004.